# Shirō Toyoda
Shirō Toyoda (豊田 四郎, Toyoda Shirō, 3 de janeiro de 1906 – 13 de novembro de 1977) foi um diretor de cinema e roteirista japonês que dirigiu mais de 60 filmes durante sua carreira que durou 50 anos. Ele ficou conhecido por suas adaptações de alta qualidade de obras de muitos escritores japoneses importantes do século XX.

## Carreira
Nascido em Kyoto, Toyoda mudou-se para Tóquio após terminar o ensino médio. Com a intenção inicial de se tornar um dramaturgo, ele estudou roteiro com o diretor de cinema Eizō Tanaka. Ele se juntou à Kamata dos estúdios Shōchiku em 1925 e trabalhou como assistente de direção de Yasujirō Shimazu, antes de fazer sua estreia como diretor em 1929. Forçado a continuar trabalhando como assistente de direção, e insatisfeito com o material que recebia da Shochiku, mudou-se para o estúdio independente Tokyo Hassei Eiga Shisaku (mais tarde Toho). Lá dirigiu o bem-sucedido Wakai hito (1937) e ganhou reputação por dirigir adaptações literárias com um toque humanístico, em especial Uguisu (1938) e Kojima no haru (1940).
Após a Segunda Guerra Mundial, Toyoda adaptou obras de escritores como Yasunari Kawabata, Kafū Nagai, Naoya Shiga, Jun'ichirō Tanizaki e Masuji Ibuse para filmes. Distinguidos por sua imaginação visual e atuação soberba, eles estabeleceram a reputação de Toyoda. Obras notáveis desta época incluem Gan (1953), Meoto zenzai (1955), Neko to Shōzō to futari no onna (1956), Yukiguni (1957) e Bokuto kitan (1960). Trabalhando tão próximo de seus cinegrafistas e roteiristas quanto de seus atores, ele contou com um grupo constante de colaboradores, incluindo os diretores de fotografia Kinya Kokura e Mitsuo Miura e o roteirista Toshio Yasumi.
Toyoda morreu em Tóquio em 1977.

## Filmografia

### Como diretor
- 1929: Irodorareru kuchibiru (彩られる唇)
- 1929: Tokai o oyogu onna (都会を泳ぐ女)
- 1930: Yūai kekkon (友愛結婚)
- 1930: Kokoro ogoreru onna (心驕れる女)
- 1935: Sannin no josei (三人の女性)
- 1936: Tōkyō-Ōsaka tokudane ōrai (東京−大阪特ダネ往来)
- 1936: Ōbantō kobantō (大番頭小番頭)
- 1936: Kamata Ōfuna sutajio no haru (蒲田　大船スタジオの春)
- 1937: Minato wa uwakikaze (港は浮気風)
- 1937: Oyake Akahachi (オヤケアカハチ)
- 1937: Wakai hito (若い人)
- 1937: Jūji hōka (十字砲火)
- 1938: Nakimushi kozo (泣蟲小僧)
- 1938: Fuyu no yado (冬の宿)
- 1938: Uguisu (鶯)
- 1940: Okumura Ioko (奥村五百子)
- 1940: Kojima no haru (小島の春)
- 1940: Ōhinata-mura (大日向村)
- 1941: Waga ai no ki (わが愛の記)
- 1943: Wakaki sugata (若き姿)
- 1946: Hinoki butai (檜舞台)
- 1947: Yottsu no koi no monogatari (四つの恋の物語　第一話　初恋)
- 1948: Waga ai wa yama no kanata ni (わが愛は山の彼方に)
- 1949: Hakucho wa kanashikarazuya (白鳥は悲しからずや)
- 1950: Onna no shiki (女の四季)
- 1951: Eriko to tomo-ni dai-ichi bu (えりことともに　第一部)
- 1951: Eriko to tomo-ni dai-ni bu (えりことともに　第二部)
- 1951: Sekirei no kyoku (せきれいの曲)
- 1952: Kaze futabi (風ふたゝび)
- 1952: Haru no sasayaki (春の囁き)
- 1953: Gan (雁)
- 1954: Aru onna (或る女)
- 1955: Mugibue (麦笛)
- 1955: Meoto zenzai (夫婦善哉)
- 1956: Byaku fujin no yoren (白夫人の妖恋)
- 1956: Neko to Shozo to futari no onna (猫と庄造と二人のをんな)
- 1957: Yukiguni (雪国)
- 1957: Yūnagi (夕凪)
- 1958: Makeraremasen katsumadewa (負ケラレセン勝マデハ)
- 1958: Kigeki ekimae ryokan (喜劇　駅前旅館)
- 1959: Hana noren (花のれん)
- 1959: Dansei shiiku hō (男性飼育法)
- 1959: An'ya kōro (暗夜行路)
- 1960: Chinpindō shujin (珍品堂主人)
- 1960: Bokuto kidan (濹東綺譚/二東綺譚)
- 1961: Tokyo yawa (東京夜話)
- 1962: Ashita aru kagiri (明日ある限り)
- 1962: Ika naru hoshi no moto ni (如何なる星の下に)
- 1963: Yushu heiya (憂愁平野)
- 1963: Daidokoro taiheiki (台所太平記)
- 1963: Shin meoto zenzai (新・夫婦善哉)
- 1964: Kigeki yōki-na mibōjin (喜劇 陽気な未亡人)
- 1964: Amai ase (甘い汗)
- 1965: Nami kage (波影)
- 1965: Yotsuya kaidan (四谷怪談)
- 1965: Daiku taiheki (大工太平記)
- 1967: Chikumagawa zesshō (千曲川絶唱)
- 1967: Kigeki ekimae hyakku-nen (喜劇　駅前百年)
- 1968: Kigeki ekimae kaiun (喜劇　駅前開運)
- 1969: Jigoku-hen (地獄変)
- 1973: Kōkotsu no hito (恍惚の人)
- 1976: Tsuma to onna no aida (妻と女の間)[3]

### Como roteirista
Filmes não dirigidos por Toyoda, mas que contavam com seus roteiros:
- 1925: Yū no kane (夕の鐘)
- 1925: Aisai no himitsu (愛妻の秘密)
- 1926: Fukumen no kage (覆面の影)
- 1926: Mankō (万公)
- 1927: Koi o hirotta otoko (恋を拾った男)
- 1928: Yowaki hitobito (弱き人々) co-roteirista
- 1928: Shin'ya no okyaku (深夜のお客) co-roteirista
- 1936: Ipponto dohyo-iri (一本刀土俵入)[3]

### Como ator
- 1952: Kin no tamago: Golden girl (金の卵 Ｇｏｌｄｅｎ Ｇｉｒｌ)[3]

## Prêmios
- 1955: Prêmio Blue Ribbon de Melhor Diretor por Meoto zenzai[6]

## Legado
Os filmes de Toyoda foram exibidos repetidamente no Berkeley Art Museum e no Pacific Film Archive como parte de retrospectivas sobre as obras do diretor, e três de suas obras foram adicionadas à coleção do Museu de Arte Moderna de Nova York em 1987.